# Доно (село)
Доно́ (рос. Доно) — село у складі Калганського району Забайкальського краю, Росія. Адміністративний центр Донівського сільського поселення.

## Населення
Населення — 800 осіб (2010; 978 у 2002).
Національний склад (станом на 2002 рік):
- росіяни — 98 %